# Paramyromeus loriai
Paramyromeus loriai är en skalbaggsart som beskrevs av Stefan von Breuning 1956. Paramyromeus loriai ingår i släktet Paramyromeus och familjen långhorningar. Inga underarter finns listade i Catalogue of Life.